# La vie de Michel Muller est plus belle que la vôtre
Pour plus de détails, voir Fiche technique et Distribution.
La vie de Michel Muller est plus belle que la vôtre est un film français de Michel Muller, tourné en 2004 et sorti en 2005.

## Synopsis
L'humoriste Michel Muller, autorise une équipe de journalistes à le filmer 24 heures sur 24, pendant un mois entier.

## Fiche technique
- Titre original : La vie de Michel Muller est plus belle que la vôtre
- Réalisation : Michel Muller
- Scénario : Michel Muller et Antoine Benguigui
- Photographie : Vincent Muller
- Pays d'origine :  France
- Langue : français
- Format : couleur
- Genre : comédie
- Durée : 90 minutes
- Date de sortie :  France 26 janvier 2005

## Distribution
- Michel Muller : Lui-Même
- Jean Benguigui : Lui-Même
- Ludovic Berthillot : Ludo, le Chauffeur
- Sophie Cattani : Elisa, l'Assistante
- Thierry Godard : Titi
- Pierre-Ange Le Pogam : Lui-Même
- Franck Molinaro : Franky
- Gilles Nicolas : Gilles, le Metteur en Scène
- Rémy Roubakha : Victor, le Régisseur
- Christophe Roubert : Le Vigile
- Frédéric Scotlande : Fred
- Sebastien Cherval : Seb
- Dan Herzberg : Dan
- Noëlle Bréham : Elle-Même
- Gérard Depardieu : Lui-Même
- Jean Dujardin : Lui-Même
- Claude Miller : Lui-Même
- Elie Semoun : Lui-Même
- Bruno Solo : Lui-Même
- Maurad : Lui-Même
- Pascal Blanc : l'Ingénieur du Son
- Olivier Charasson : Maitre Beta, l'Avocat
- Lise Lamétrie : la gardienne de l'Ecole
- Damien Vault : Spectateur Déçus